# 선통물천
선통물천(善通物川)은 지금의 서울특별시 마포구 아현동 아현천에서 분기하여 터널로 쌍룡산을 뚫고 염리동과 대흥동을 차례로 통과한 뒤 신수동에서 봉원천으로 합류하던 하천이다.
1925년 일제강점기에 만들어진 인공하천으로, 현재까지 하수 처리 및 범람원 조절기능을 수행해 오고 있어 지속적 관리를 통하여 보존해야 할 시설물로 인정받아 2013년 서울 미래유산으로 등재되었다. 아현동 쪽 터널 입구에는 ‘선통물(先通物)’이 음각된 표지석이 있었으나 보존 처리된 후 매립되었고, 이를 시에서 복제하여 2014년 원래 자리에 전시하였다. 그 글씨는 제6대 조선총독인 우가키 가즈시게가 쓴 것이다.

## 유래
조선 시대, 선통물천은 아현천의 다른 이름이었다. 마포에 모인 여러 물자를 배에 나눠 실은 뒤 아현천을 거슬러 올라가 돈의문 부근까지 운반하였는데, 이렇듯 물건이 먼저 통과하는 하천이라는 뜻에서 붙은 이름이었다. 한자로는 先通物川으로 표기하였는데, 나중에 善通物川으로 바뀌었다.

## 연혁
- 1932년 5월: 경성부의 5개년 계획사업[5]에 의하여 착수된 쌍룡산을 관통하는 터널의 공사가 준공되었다.[6] 이 터널은 길이는 약 620 m, 단면의 폭은 약 4 m였다.[7]
- 1953년 하반기: 긴급 준설 공사가 진행되었다.[8]
- 1962년: 아현동 일대의 빗물이 아현천으로 유입되어 마포 일대를 침수시키는 것을 방지하기 위하여, 선통물천으로 유입되도록 하는 공사가 진행되었다.[9]
- 1969년 9월 2일: 서울특별시 마포구 염리동 36-2의 선통물천을 복개하고, 지상 4층의 상가 및 동사무소 겸용 건물을 건설하는 계획이 등장하였다.[10] 이 건물은 완공 이후 염리시장으로 불렸으며, 나중에 지번은 염리동 36-249으로 바뀌었다.
- 1976년 1월 19일: 염리시장이 시장으로 등록되었다.[11]
- 1985년: 신수동 일대 135 m 구간이 복개되었다.[12]
- 1986년: 신수동 일대 195 m 구간이 복개되었다.[13]
- 1993년 ~ 1994년: 숭문중·고등학교 앞 210 m 구간이 복개되었다.[14]
- 2016년 상반기: 염리시장이 철거되었다.
- 2016년 5월 21일: 경의선숲길이 전 구간 완공되었다. 이 공원의 신수동 구간에는 선통물천이 재현되었다.[15]

## 참고 문헌
- 남자영 (2012). 《강상대고활 : 마포나루 삶의 이야기》. 서울: 마포나루사단법인. ISBN 9788997127139.